# El gran gorila
El gran gorila (título original: Mighty Joe Young) es una película estadounidense de 1949 dirigida por Ernest B. Schoedsack, producida por John Ford y Merian C. Cooper, quien concibió la historia. La protagonizan Terry Moore, Robert Armstrong y Ben Johnson, en su primer papel acreditado.
En la 22.ª ceremonia de los Premios Óscar, ganó el premio Óscar por mejores efectos visuales. Siendo este el único Óscar que recibió Willis O'Brien, quien había trabajo con Cooper y Schoedsack en King Kong.

## Trama
Cuenta la historia de Jill Young, una joven que ha criado a Joe, un gran gorila, desde temprana edad en el rancho de su padre en África. Años después, un empresario del mundo del espectáculo le convence a Jill para llevarlos a Hollywood y allí presentar a Joe como atracción en un club nocturno. Joe demuestra ser un éxito volviéndose la mayor atracción en un club de todo Hollywood, pero es desgraciadamente relegado a su jaula cuando los patrones se van. Cuando un grupo de borrachos odiosos emborrachan a Joe, el simio descontento se desata y ocasiona un alboroto.

## Reparto
- Terry Moore - Jill Young
- Ben Johnson - Gregg
- Robert Armstrong - Max O'Hara
- Frank McHugh - Windy
- Douglas Fowley - Jones